# Gottlobit
Gottlobit ist ein sehr selten vorkommendes Mineral aus der Mineralklasse der „Phosphate, Arsenate und Vanadate“. Es kristallisiert im orthorhombischen Kristallsystem mit der chemischen Zusammensetzung CaMg[OH|(VO4,AsO4)] oder auch CaMg(VO4,AsO4)(OH) und entwickelt meist orange bis orangebraune, tafelige Kristalle oder Mineral-Aggregate mit eingewachsenen, isometrischen Körnern bis etwa 0,5 mm Größe.

## Etymologie und Geschichte
Entdeckt wurde Gottlobit im August 1996 von J. Graf auf der Halde der stillgelegten „Grube Glücksstern“ am Gottlob bei Friedrichroda in Thüringen.
Wissenschaftlich beschrieben und nach seiner Typlokalität benannt wurde Gottlobit 1998 durch Thomas Witzke, Manfred Steins, Thomas Doering und Uwe Kolitsch, die ihre Ergebnisse und den gewählten Namen im Dezember desselben Jahres bei der International Mineralogical Association (IMA) zur Prüfung des Mineralstatus einreichten. Der Antrag erhielt die Eingangs-Nummer IMA 1998-066 und im März 1999 wurde Gottlobit als eigenständiges Mineral anerkannt. Veröffentlicht wurden die Untersuchungsergebnisse und der anerkannte Name im Jahre 2000 in den Monatsheften des „Neuen Jahrbuchs für Mineralogie“.
Das Typmaterial (Holotyp) des Minerals wird in der Geowissenschaftlichen Sammlungen der TU Bergakademie Freiberg unter der Sammlungs-Nr. 78907 am Standort c 7,7 aufbewahrt.

## Klassifikation
Da der Gottlobit erst 1998 als eigenständiges Mineral anerkannt wurde, ist er in der seit 1977 veralteten 8. Auflage der Mineralsystematik nach Strunz noch nicht verzeichnet. Einzig Lapis-Mineralienverzeichnis nach Stefan Weiß, das sich aus Rücksicht auf private Sammler und institutionelle Sammlungen noch nach dieser klassischen Systematik von Karl Hugo Strunz richtet, erhielt das Mineral die System- und Mineral-Nr. VII/B.26-15. In der „Lapis-Systematik“ entspricht dies der Klasse der „Phosphate, Arsenate und Vanadate“ und dort der Abteilung „Wasserfreie Phosphate, mit fremden Anionen F,Cl,O,OH“, wo Gottlobit zusammen mit Adelit, Austinit, Duftit, Gabrielsonit, Hermannroseit, Cobaltaustinit (Kobaltaustinit), Konichalcit, Nickelaustinit und Tangeit die „Adelit-Gruppe“ bildet (Stand 2018).
Die seit 2001 gültige und von der International Mineralogical Association (IMA) bis 2009 aktualisierte 9. Auflage der Strunz’schen Mineralsystematik ordnet den Gottlobit ebenfalls in die Abteilung der „Phosphate usw. mit zusätzlichen Anionen; ohne H2O“ ein. Diese ist allerdings weiter unterteilt nach der relativen Größe der beteiligten Kationen sowie dem Verhältnis der zusätzlichen Anionen zum Phosphat-, Vanadat- bzw. Arsenat-Komplex, so dass das Mineral entsprechend seiner Zusammensetzung in der Unterabteilung „mit mittelgroßen und meist großen Kationen; (OH usw.) : RO4 = 1 : 1“ zu finden ist, wo es zusammen mit Adelit, Arsendescloizit, Austinit, Cobaltaustinit, Duftit, Gabrielsonit, Konichalcit, Nickelaustinit, Tangeit die „Adelitgruppe“ mit der System-Nr. 8.BH.35 bildet.
Auch die vorwiegend im englischen Sprachraum gebräuchliche Systematik der Minerale nach Dana ordnet den Gottlobit in die Klasse der „Phosphate, Arsenate und Vanadate“ und dort in die Abteilung der „Wasserfreien Phosphate etc., mit Hydroxyl oder Halogen“ ein. Hier ist er ebenfalls in der „Adelitgruppe“ mit der System-Nr. 41.05.01 innerhalb der Unterabteilung „Wasserfreie Phosphate etc., mit Hydroxyl oder Halogen mit (AB)2(XO4)Zq“ zu finden.

## Kristallstruktur

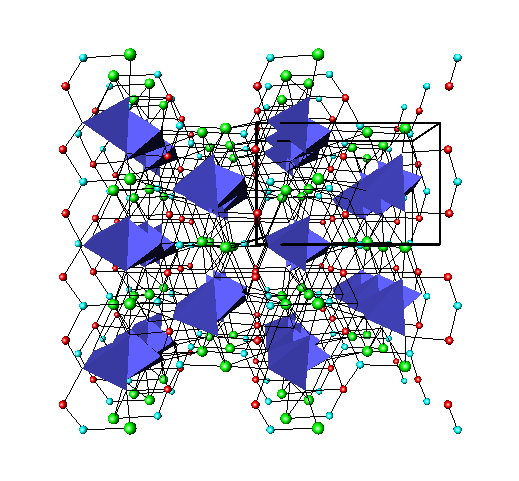
Kristallstruktur von Gottlobit
Blick in a-Richtung. Blau: Vanadat, grün: Ca, rot: Mg, hellblau: O

Gottlobit kristallisiert orthorhombisch in der Raumgruppe P212121 (Raumgruppen-Nr. 19) mit den Gitterparametern a = 7,50 Å; b = 9,01 Å und c = 5,94 Å sowie 4 Formeleinheiten pro Elementarzelle.

## Bildung und Fundorte
Gottlobit bildet sich in hydrothermalen Baryt-Gängen im Konglomerat des Unteren Rotliegenden.
Gefunden wurde das Mineral bisher (Stand: 2019) ausschließlich an seiner Typlokalität Gottlob in Thüringen in Deutschland.